# Das Erste
Das Erste (magyarul: Az Első) a német ARD regionális közszolgálati médiumokat tömörítő társaság országos főadója.

## Története
- 1950. július 12.: Megkezdődnek a kísérleti adások Hamburgban, ahol a csatorna még NWDR-Fernsehen (Északnyugatnémet Rádió és Televízió) néven sugároz.
- 1952. november: Elindul a csatornán a Tagesschau hírműsor.
- 1952. december 25.: Elindulnak a rendszeres adások.
- 1953: II. Erzsébet királynővé koronázását közvetítette a csatorna, és ekkor már 4 millió háztartásban volt televíziókészülék.[3]
- 1954 pünkösdvasárnapja: Először sugároz a csatorna eurovíziós rendszerben.
- 1956. október 1.: Napi kiadással jelentkezik a csatorna híradója, a Tagesschau
- 1961: Elindul az ARD kettes programmja, amely 1963-ban a ZDF megszületésével és beindulásával megszűnik.
- 1961. szeptember: az ARD elindította a délelőtti műsorát az NDK számára, amit 1966-tól a ZDF-fel közösen készítenek.
- 1967. augusztus 25.: a Nyugat-Berlinben megrendezett Internationale Funkausstellungen (Nemzetközi Televíziós Vásár) keretében megkezdődött a színes műsorok sugárzása az NSZK területén.
- 1978: Elindul a csatorna hírháttér és politikai magazin műsora, a Tagesthemen, amit a Tagesschau szerkesztősége készített mindennap.[4]
- 1984. október 1.: Erstes Deutsches Fernsehen helyett ARD lesz a csatorna neve.
- 1985: Elindul a Lindenstraße című heti szappanopera, amely az első az NSZK történelmében, a sorozatot a WDR gyártja.
- 1990. december 14.: A két német állam, az NSZK és az NDK újraegyesítésével az egykori DFF NDK-televízió frekvenciáit az ARD kapja meg. 1992-re az egykori NDK területére kiterjesztik az MDR (Mitteldeutscher Rundfunk) vételi körzetét és létrehozzák az ORB regionális közmédiumot, amely 2003 óta RBB (Rundfunk Berlin-Brandenburg) néven működik.
- 1992: Elindul a Marienhof című heti sorozat, ami 1995 és 2011-es megszűnése között napi sorozat volt. A sorozatot a müncheni Bavaria Film gyártotta. Ez egy rövid ideig Magyarországon is látható volt a 90-es évek közepén, először az M1-en, majd 1997 őszétől (annak indulásától) a tv2-n
- 1995: Elindult a Verbotene Liebe című esti főműsoridős szappanopera, amely 2015-ig volt adásban.

## Csatorna logói

### Jelenlegi logók

Csatornalogó 2015. február 28. óta
Képernyő sarkában megjelenő logó

### Egykori logók

Logó 1970-1984 között
Logó 1984-1997 között
Logó 1997-2003 között
Logo 2003-2015 között
Képernyő sarkában megjelenő logó 2003-2015 között

## Műsorok
A Das Erste az ARD regionális közmédiumainak műsorait veszi át és sugározza országosan őket.

### Jelenleg futó műsorok

#### Hírműsorok
| Hírműsorok                           |          |                   | |
| tagesschau                           | 1952 óta | NDR               | Minden regionális közmédium sugározza az MDR Fernsehen-t kivéve |
| tagesthemen                          | 1978 óta | NDR               | |
| Bericht aus Berlin (Hírek Berlinből) | 1963 óta | Közös műsor       | A műsor a Bundestag üléseiről tudósít és a kormánnyal foglalkozik, 1963–1999 között Bericht aus Bonn néven volt a műsor, mert addig a német törvényhozás Bonnban működött. |
| ARD-Brennpunkt (ARD-Középpontban)    | 1971 óta | változó           | |
| Börse vor acht                       | 2000 óta | HR                | Tőzsdei hírek, amelyben a frankfurti tőzsdéről jelentkeznek. |
| Politikai magazin műsorok            |          |                   | |
| FAKT                                 | 1992 óta | MDR               | Politikai-közéleti műsor |
| Kontraste                            | 1968 óta | RBB               | Politikai vitaműsor |
| Monitor                              | 1965 óta | WDR               | |
| Panorama                             | 1961 óta | NDR               | |
| Report Mainz                         | 1966 óta | SWR               | Mainzból jelentkező műsor. |
| Report München                       | 1962 óta | BR                | |
| Weltspiegel                          | 1963 óta | NDR, WDR, SWR, BR | |